# Il Sole
Il Sole è un film del 2005 diretto da Aleksandr Sokurov.

## Trama
Dopo la seconda guerra mondiale, durante l'occupazione statunitense del Giappone, l'Imperatore Hirohito incontra il Comandante supremo delle forze alleate Douglas MacArthur. L'imperatore sceglie poi di arrendersi e di rinunciare allo status divino.